# Confederación boroana (Argentina)
La Confederación boroana fue una agrupación de parcialidades mapuches que emigraron desde la Araucanía a la región pampeana. Sus cacicazgos formaban una federación bajo el mando de un jefe único. Se conoce como boroanos, borogas o boroganos (en cualquiera de los tres casos también se los encuentra en la bibliografía escritos con v), al grupo de mapuches originarios de Boroa (o Voroa) en la Araucanía. Su lugar de origen se encontraba en el territorio actualmente chileno que se extiende, entre los ríos Cautín y Toltén, cerca de La Imperial. Su nombre deriva del arroyo Vorohue (del mapudungun Forowe, "lugar donde hay huesos", aunque según algunas versiones estos "huesos" serían mazorcas de maíz). 

## Historia
Durante la fase de la Guerra de Independencia de Chile denominada Guerra a Muerte (1819-1821) la mayoría de los boroanos lucharon en el bando realista, acaudillados por el cacique Curiqueo, pero otros lo hicieron del lado de los "patriotas" (independentistas). A partir de 1818 comenzaron a realizar incursiones al oriente de la cordillera de los Andes, llegando hasta la actual Provincia de Buenos Aires en la Argentina, en donde se unieron al general chileno José Miguel Carrera hasta que este fue derrotado el 30 de agosto de 1821 en Punta del Médano por las fuerzas del coronel José Albino Gutiérrez.
Hacia 1823 comenzaron a asentarse en las Salinas Grandes, Guaminí y en la sierra de la Ventana. Formaron una alianza con pehuenches y el grupo realista de los hermanos Pincheira, bajo el mando del cacique ranquel Pablo Levenopán. En 1827 estos grupos fueron desalojados de los valles neuquinos por patriotas chilenos y sus aliados mapuches, derivando hacia el noreste, atacando Carmen de Patagones y la Fortaleza Protectora Argentina (en agosto de 1828). Al ranquel Pablo Levenopán le sucedió en el mando el boroga Juan Ignacio Cañiuquir (Caniucuiz, Cañuquir o Cañiquir). Los boroanos luego comenzaron a alejarse de los Pincheira e intentaron unirse al levantamiento unitario de Juan Galo Lavalle, pero Juan Manuel de Rosas entró en tratos con ellos impidiéndolo. Lo hizo por medio de una esposa (Luisa) del cacique mayor Cañiuquir, que mantenía prisionera en su estancia de Los Cerrillos.
Los borogas al este de los Andes formaban una alianza gobernada por un consejo de seis caciques mayores: Cañiullán (Caniullán), Melín, Alún (Alón), Gauyquil y Mariano Rondeau, además de Cañiuquir, del cual dependían otros veinte caciques menores.

## Relaciones con Rosas
Durante el gobierno de Juan José Viamonte en la Provincia de Buenos Aires, Rosas fue el comandante general de la campaña y a mediados de 1829 envió al ex cautivo Eugenio del Busto a las tolderías de los borogas llevando a la esposa de Cañiuquir y con el fin de separarlos de la alianza con los Pincheira, mientras que también trataba con el cacique pehuenche Martín Toriano (ex aliado de los Pincheira) a formar una fuerza mapuche que atacara a los boroanos desde Chile. El capitán Zúñiga y otros oficiales representaban a Pincheira en el campamento boroano.
En febrero de 1829 al producirse la sublevación unitaria de Juan Lavalle, el comandante de la Fortaleza Protectora Argentina, teniente coronel Morel, se plegó a ella e intentó dirigirse al Fuerte Independencia con el cuerpo de coraceros, los auxiliares de Venancio Coñoepán y los borogas. Al llegar al arroyo Napostá Grande se produjo una sublevación pro rosista de los indígenas que comandaba Morel, quien murió durante la misma junto con 50 coraceros. 
A principios de 1830 los borogas pretendieron apoderarse de las Salinas Grandes, atacando dos veces a fines de ese año a los pampas que las dominaban. Estos solicitaron ayuda a la Fortaleza Protectora Argentina, cuyo comandante amparó a los que refugiaron en sus cercanías. Los derrotados quedaron diezmados y los sobrevivientes se unieron a los borogas o se sometieron al gobierno.
En septiembre de 1830 una delegación boroana viajó a Buenos Aires y firmó la paz con sus enemigos serranos Juan Catriel, Cachul y con Rosas y Coñoepán, y luego enfrentó al grupo de Toriano (en el que participaban Calfucurá y su hermano mayor Namuncurá) que desconocía los acuerdos de los boroanos con Rosas. Este, poco antes de dejar el gobierno, envió en 1832 de la guarnición de la Fortaleza Protectora Argentina a 164 hombres al mando de Martiniano Rodríguez, quienes marcharon 30 leguas con sólo 11 caballos y derrotaron y capturaron a Toriano. Quien fue fusilado en el Fuerte Independencia.
El 14 de diciembre de 1830 acordaron una alianza con Yanquetruz, un huiliche de la Araucanía establecido entre los ranqueles del sur de Córdoba en 1828. El acuerdo se arregló en el paraje Chillué (actualmente Valle Argentino en la Provincia de La Pampa) en el que participaron 26 caciques boroanos, 19 caciques ranqueles del bando de Yanquetruz y 9 caciques ranqueles del bando de Pablo Levenopán, adhiriendo todos a la alianza de los boroanos con Rosas e iniciando operaciones contra los Pincheira en el sur de las provincias de San Luis y de Mendoza. Lo acordado fue llevado a Buenos Aires por el cacique Caniullán en enero de 1831.
El 19 de agosto de 1831 los caciques boroanos Cañiuquir, Rondeau (Rondeao), Caniullán, Melín (Mellín) y Huircán junto con Yanquetruz sitiaron Río Cuarto con 1.200 indígenas y se llevaron el ganado de las estancias cercanas poniendo como pretexto que actuaban contra los unitarios de Córdoba, aunque esta provincia ya estaba en poder de los federales. Actuaron en forma pacífica y enviaron a Rosas a doce unitarios refugiados entre las filas de Yanquetruz (entre ellos el exgobernador de San Luis, coronel Luis Videla y el teniente coronel Cuadra). Al parecer actuaron así guiados por versiones de una ruptura de su alianza con Rosas y un ataque general contra ellos. Las acciones de Río Cuarto terminaron rompiendo la alianza de Yanquetruz con los boroganos y con Rosas y en octubre de 1831 Yanquetruz acogió a un grupo de unitarios encabezados por Manuel Baigorria.
Durante el gobierno de Juan Ramón Balcarce en Buenos Aires, se realizó la Campaña de Rosas al Desierto sobre la Pampa y el norte de la Patagonia entre los años 1833 y 1834, formada por tres columnas. Rosas contaba a los caciques boroanos como aliados, quienes se mantendrían neutrales durante la campaña. A fines de abril de 1833 Rosas celebró conversaciones con Cañiuquir en el Napostá, quien viajó al efecto desde la sierra de Guaminí. Manuel Delgado quedó con su destacamento de 200 dragones custodiando los movimientos de unos 3.000 borogas de Cañiuquir, Rondeau y Melín (Melingueo) en las Salinas Grandes.
Pero al terminar las operaciones Rosas les exigió la entrega de los cautivos junto con los ganados robados, a lo que se negaron. Envió al general Corvalán a recibir la primera partida de cautivos y luego de un ultimátum enviaron a los demás a la Fortaleza Protectora Argentina escoltados por las fuerzas de Delgado.

## Calfucurá
Las acciones de Río Cuarto y la negativa a entregar los ganados robados, terminaron enturbiando sus relaciones con Rosas, por lo que este alentó a Calfucurá para enfrentarlos. El 9 de septiembre de 1834 (también existe como fecha para este hecho el 13 de agosto de 1834 durante la celebración de una fiesta), una caravana de unos 200 mapuches llegados de Chile liderados por Calfucurá llegó a Masallé (cerca de la laguna Epecuén) con la excusa de realizar una reunión comercial anual con los boroganos. Calfucurá había avisando al cacique Rondeau que llevaba gran cantidad de mercaderías para negociar con ellos. Calfucurá realizó allí una masacre entre los borogas que los esperaban desarmados, muriendo mil de ellos, entre los cuales estaban Rondeau, Melín, Alún y Callvuquirque, aunque logró escapar Ignacio Coliqueo. 
Los boroanos reaccionaron auxiliados por tropas de la Fortaleza Protectora Argentina y sus auxiliares indígenas encabezados por Venancio Coñoepán, obligando a Calfucurá a huir por el camino de Chalileo.

## Dispersión
Luego de lo ocurrido en Masallé, la mayoría de los boroganos se dispersaron: Los tres hijos de Mariano Rondeau se asentaron cerca del Fuerte 25 de Mayo, donde formaron una nueva agrupación liderada por el cacique Francisco Rondeau (gobernada por sus sucesores hasta la actualidad), Cañiuquir permaneció en Masallé, y otros se dirigieron a Tapalqué.
Cañiuquir proyectó una invasión y una partida de soldados fue atacada, por lo que el coronel Francisco Sosa dirigió contra ellos dos avances de la guarnición de blandengues de la Fortaleza Protectora Argentina (22 de marzo y 26 de abril de 1836) y sus auxiliares indígenas de Coñoepán (200 hombres) y Meligur (270 hombres), derrotándolos en las tolderías de Cañuiquir en el arroyo del Pescado y en Lanquillú o Longague (próxima a la actual ciudad de 9 de julio), matando a 650 borogas (entre ellos a Cañiuquir), tomando 900 prisioneros, rescatando el ganado y a los cautivos. Al regresar a la fortaleza unos 800 auxiliares aliados se sublevaron, mataron a cuantos cristianos encontraron, entre ellos dos oficiales y 70 soldados, y apresaron a Venancio Coñoepán.
Desde ese momento los grupos boroganos sobrevivientes se dispersaron, excepto el de Coliqueo que tras varios traslados forzados se ubica actualmente en Los Toldos la de Rondeau que se ubicó en el actual Partido de 25 de Mayo.
A mediados de 1837 el cacique boroga Railef procedente de la araucanía realizó un malón con 2.000 guerreros con la finalidad de atacar a Calfucurá y vengar la matanza de borogas hecha por este en Masallé. Se desvió de su objetivo y atacó la Fortaleza Protectora Argentina, además de robar 100.000 cabezas de ganado. Calfucurá los atacó en el paraje Quintucó —a orillas del río Agrio, en la actual provincia de Neuquén—  matando a Railef y a más de 500 guerreros.